# Uránüveg

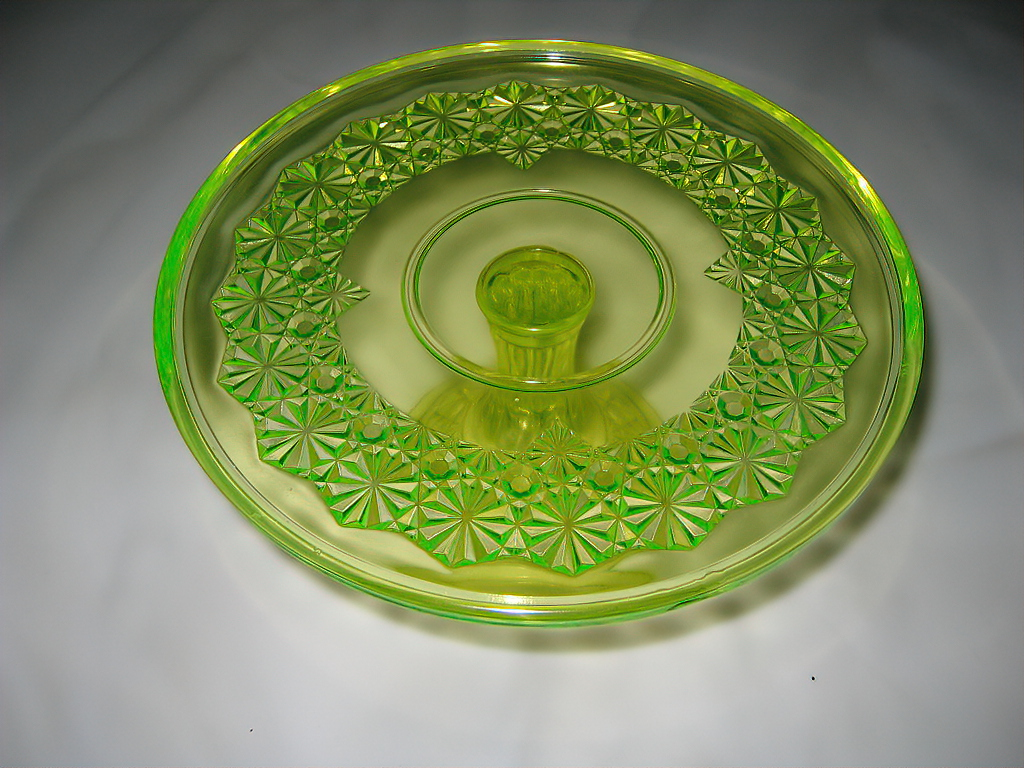
Uránüveg tortalap

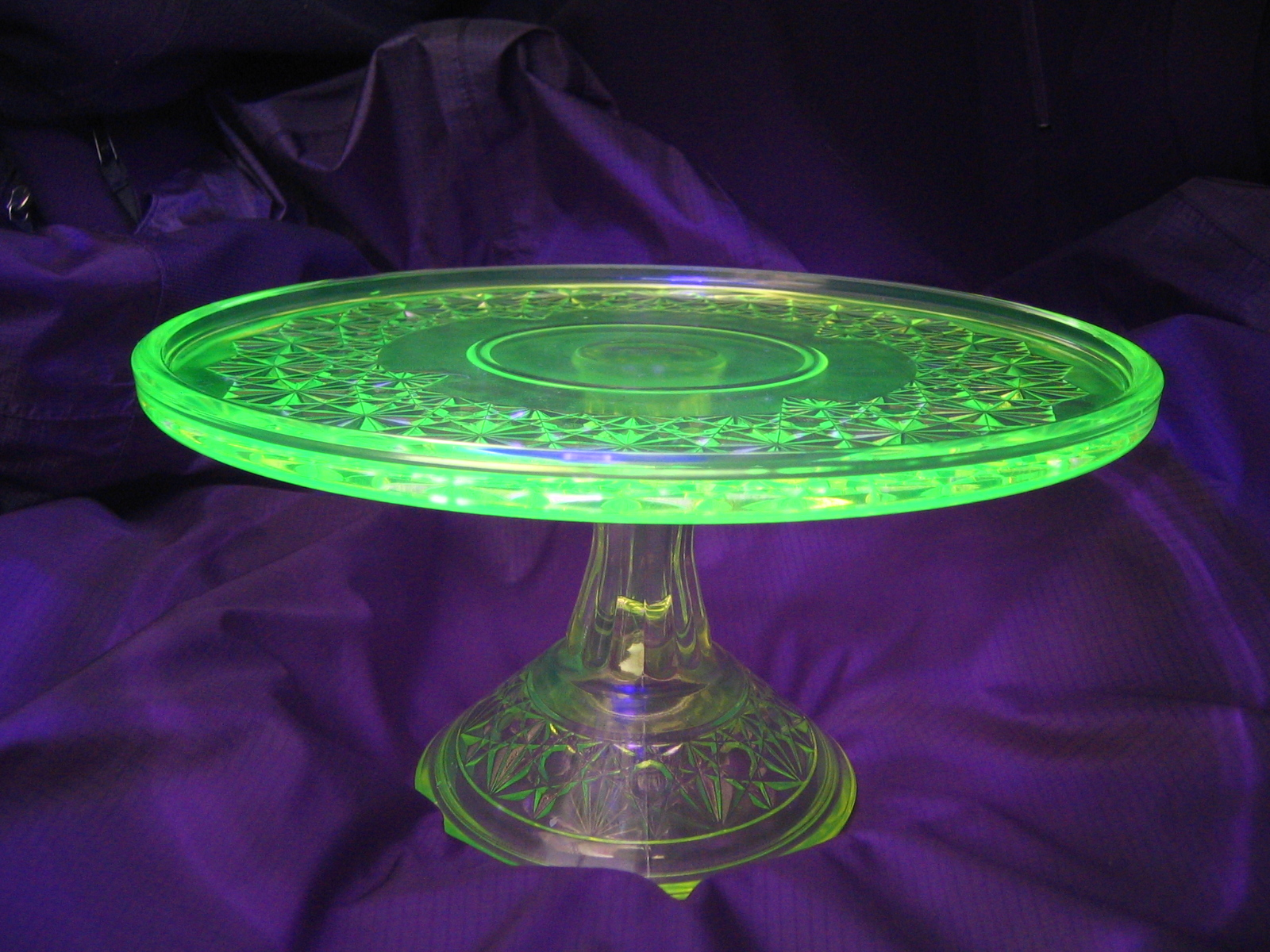
Uránüveg UV-sugárzásban

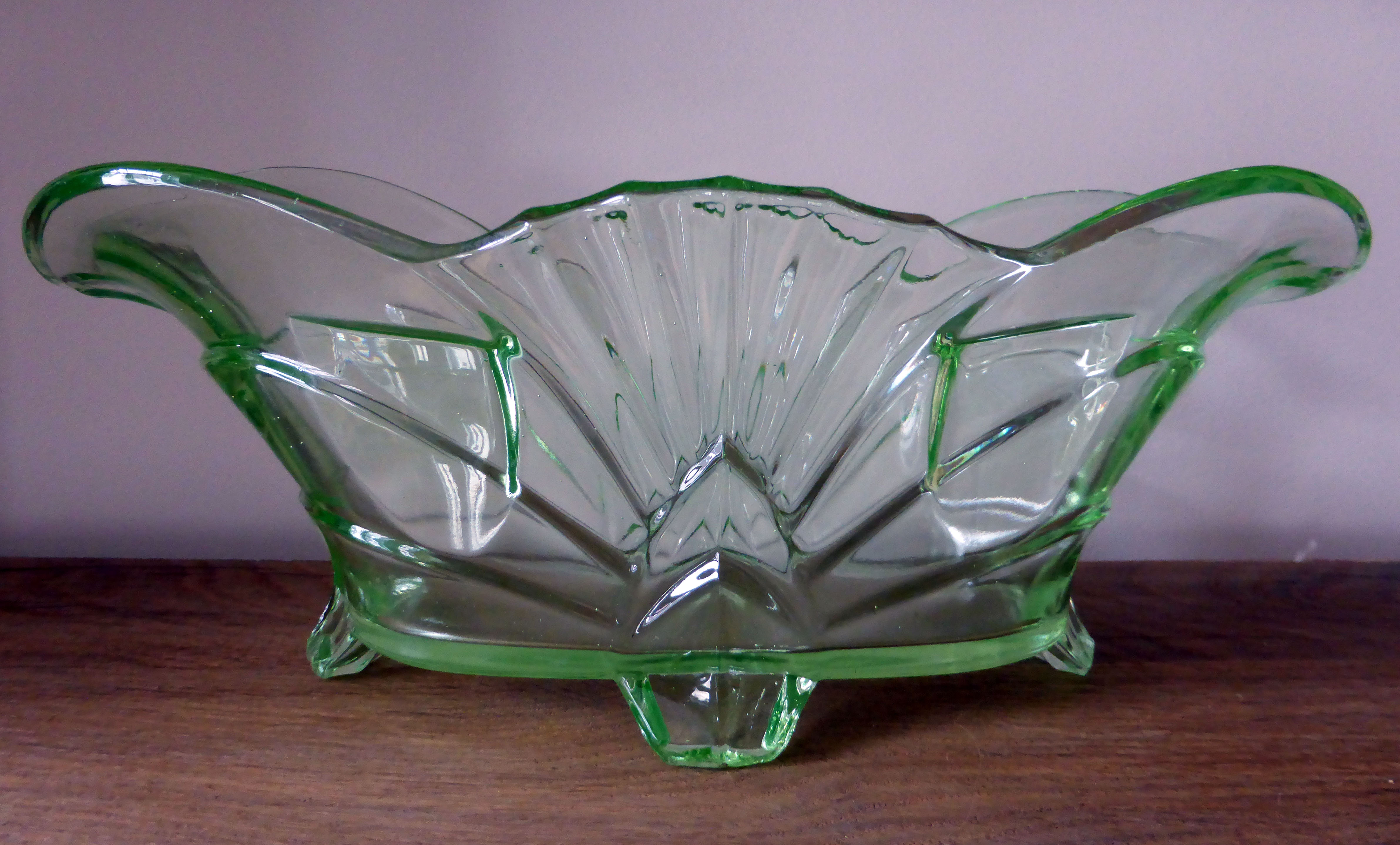
Art déco-tál

Az üveg olvadékhoz az urán valamelyik oxidját keverik (urán-oxid, urán-dioxid stb.) Az üveget fokozatosan kell hűteni, mert a keletkező feszültségektől összetörik. Az üveg sugárzása nem veszélyes.

## Jellemzői
- Minősége: ablaküveghez, visszaválthatós üvegekhez nagyon hasonló
- Színe: átlátszó és zöldessárga

Az üveg enyhén radioaktív tulajdonságú (alfa, béta, gamma sugárzás). Ha nincs Geiger–Müller-számláló, akkor ellenőrizhető egy másik kísérlettel. UV fénnyel megvilágítva sötét helységben, rikító sárgászöld színnel világít. De katódsugárzás hatására is világít. Ha nincs kéznél UV lámpa, kék LED-del megvilágítva szintén produkálja a rikító sárgászöld színt, csak gyengébben.
Készíthetnek belőle:
- használati eszközöket (váza, pohár, tányér, üvegdíszek, üveggolyó stb.)
- labor eszközöket (lombik, kémcső)
- lámpát (izzószál nélküli, használhatósága kb 10-20 év).